# Isaura Marcos Sánchez
Isaura Marcos Sánchez (Los Santos, Salamanca, 13 de enero de 1959) es una hermana clarisa contemplativa en la Fraternidad de Clarisas de Vilobí d'Onyar (2025) que anteriormente residía en el Monasterio de Pedralbes (1976-2025). Sus fotografías están basadas en una peculiar técnica de reflejos que rehúye la utilización de programas de retoque digital. Toda la realidad que alberga el monasterio que refleja es lo que configura la temática de sus obras, las cuales están dedicadas exclusivamente a fines benéficos.

## Reseña biográfica
Isaura fue la pequeña de los seis hijos del matrimonio formado por Benedicto Marcos Curto e Isaura Sánchez Gómez. Siendo adolescente se sintió atraída por la vida monástica y encontrándose en Barcelona, donde residía uno de sus hermanos, decidió visitar distintas comunidades eclesiásticas. Quedó profundamente impresionada por el carisma franciscano de las hermanas clarisas del Monasterio de Santa María de Pedralbes, fundado en el año 1326 por la reina Elisenda de Montcada, y por ello decidió entrar en la orden en el año 1976, cuando tenía diecisiete años de edad. 
En el año 2009 tuvo lugar su iniciación en el mundo de la fotografía de forma autodidacta y sus creaciones son la expresión de su forma de entender la vida contemplativa, siguiendo la regla de Santa Clara de Asís del año 1211.

## Trayectoria artística
En el año 2009 inició su singular trabajo fotográfico basado en una curiosa técnica basada en los reflejos. Aunque por el resultado de sus trabajos podría suponerse lo contrario, jamás utiliza programas de retoque digital de imágenes. Entre sus trabajos también hay composiciones abstractas.
En marzo del año 2019, con motivo de la visita del Papa Francisco a Rabat (Marruecos),114 fotografías realizadas por Sor Isaura ilustrando el Cántico de las criaturas de San Francisco de Asís fueron expuestas en el Complejo Deportivo Príncipe Moulay Abdellah, en el que el Papa Francisco ofició una misa multitudinaria para conmemorar los 800 años de presencia de la Orden Franciscana en el país africano.
El 23 de junio de 2024, en el claustro de San Damián de Asís, presentó la exposición fotográfica del libro “Clara de Asís, espejo fuera del tiempo”, con 51 fotografías realizadas en el monasterio de Pedralbes. Las fotografías se exhibieron, también, en las diferentes estancias en las que Santa Clara estuvo a lo largo de su vida conventual.
El 5 de abril de 2025 sus fotografías se exhibieron en la Mezquita-catedral de Córdoba en la exposición “Símbolo: Luz de Nicea”, junto con otros ocho autores contemporanios, en el marco de la celebración de los 1700 años del Concilio de Nicea.
El 11 de abril del 2025 presentó, en el monasterio de Pedralbes, la exposición "Luces en la Luz: El Cántico de las Criaturas en fotografías de sor Isaura Marcos"  que celebra los 800 años de la creación del Cántico de las criaturas, y revindica el legado cultural que la comunidad de monjas clarisas ha ido dejando en el Monasterio de Pedralbes.
Ha colaborado, entre otras, con las siguientes organizaciones de beneficencia: Cáritas, Acció Solidària, ACNUR, Fundació Arrels y Fundació Convent de Santa Clara.
Cuenta con su propia página de perfil y contenidos en La Vanguardia, donde publica asiduamente sus fotografías como colaboradora de la Red de Lectores del diario.
Desde octubre del 2024 es colaboradora en las redes sociales del museo Reial Monestir de Santa Maria de Pedralbes, en Facebook e Instagram, donde cuenta con una sección propia donde se publican sus fotografías. 

## Publicaciones
- Clara de Asís, espejo fuera del tiempo. Kuster, Niklaus; Jou, David; Rodríguez Branchat, Rosa; y Marcos, Sor Isaura (fotografías). Editorial: Ediciones Invisibles, 2024.
- En la teva llum / En tu luz. Poemas de David Jou Mirabent y fotografías de Sor Isaura. Editorial Viena, 2022.
- Todo va a salir bien. Microrrelatos en tiempos de pandemia. Editorial San Pablo, 2020.
- Reflejos del Cántico de las criaturas. Fotografía creativa comentada. Texto de Rosa Rodríguez Branchat. Editorial San Pablo, 2019.
- Calendario Belleza reflejada.  Fotografías inspiradas en cada uno de los meses del año 2020. Editorial San Pablo, 2019.

Sus fotografías han sido utilizadas para las portadas de los siguientes libros:  
- Una vida en deu equacions. (David Jou, Institut d’Estudis Catalans, 2024)
- D'on venim. On hem d'anar. (Antoni Matabosch i Soler, CPL, 2024)
- La penúltima paraula. (Antoni Matabosch i SolerViena Edicions, 2023)
- El pelegrinatge ecumènic del Vaticà II als nostres dies.  (Antoni Matabosch i SolerCentre de Pastoral Litúrgica, 2023)
- Sociedad plural y religiones. (Antoni Matabosch i Soler, Editorial San Pablo, 2022)
- Ecologia integral i supervivència. (Antoni Matabosch i Soler, Arzobispado de Barcelona, 2019)